# Buckley (Schiff)
Die USS Buckley war ein amerikanischer Geleitzerstörer aus der Zeit des Zweiten Weltkrieges. Zugleich handelte es sich um das Typschiff der gleichnamigen Buckley-Klasse, die ab Sommer 1942 gebaut und in die United States Navy eingeführt wurde. Das Schiff wurde am 29. Juni 1942 auf der Werft von Bethlehem Steel in Hingham (US-Bundesstaat Massachusetts) auf Kiel gelegt und lief am 9. Januar 1943 vom Stapel. Die Indienstnahme erfolgte am 30. April 1943. Die offizielle Kennung des Schiffes lautete DE-51. Benannt wurde der Geleitzerstörer nach John D. Buckley (1920–1941), einem Aviation Ordnanceman, der 1941 beim japanischen Angriff auf Pearl Harbor getötet worden war.

## Einsätze im Zweiten Weltkrieg 1943–1944
Nach der Indienststellung wurde der Geleitzerstörer, unter dem Kommando von Lieutenant Commander Alvin W. Slayden, zwischen Sommer 1943 und Frühjahr 1944 vor der amerikanischen Ostküste eingesetzt und diente als Ausbildungsschiff für Offiziere und Rumpfbesatzungen für die anderen Einheiten der Buckley-Klasse. Im April 1944 wurde die Buckley in den Mittelatlantik abkommandiert, um dort U-Boot-Jagd-Operationen und Sicherungsmissionen für alliierte Geleitzüge durchzuführen (siehe Atlantikschlacht). Der Geleitzerstörer, mittlerweile unter dem Befehl von Lieutenant Commander Brent M. Abel, war hierbei ab dem 22. April 1944 der Hunter/Killer-Gruppe Task Group (TG) 21.11 zugeteilt, welche zuvor aus dem Geleitflugzeugträger Block Island und fünf weiteren Eskortschiffen gebildet worden war. In der Folgezeit wurde die TG 21.11 hauptsächlich im Seegebiet um die Azoren und vor der westafrikanischen Küste eingesetzt.

### Die Versenkung vonU 66
In den frühen Morgenstunden des 6. Mai 1944, kurz nach 3:00 Uhr, entdeckten zwei mit Radar ausgerüstete Grumman TBF Avenger der Block Island westlich von Kap Verde das deutsche U-Boot U 66 (Oberleutnant zur See Gerhard Seehausen) und flogen mehrere Angriffe, bei denen die Tauchtanks des U-Bootes beschädigt wurden. Die Buckley lief danach mit Höchstfahrt auf die Position von U 66 zu, ortete es in der Dunkelheit mit Radar und beschoss das tauchunklare U-Boot mit seinen 76,2-mm-Geschützen. Da das Artilleriefeuer allerdings nicht den gewünschten Effekt zeigte und das U-Boot zudem einen Torpedo auf den Geleitzerstörer abschoss, dem nur knapp ausgewichen werden konnte, rammte die Buckley um 3:28 Uhr das U-Boot. Dabei verkeilten sich beide Einheiten Bug an Bug für etwa fünf Minuten ineinander und Teile der deutschen U-Boot-Besatzung erklommen bewaffnet das Vorschiff des Geleitschiffes. In einem anachronistisch anmutenden Enterkampf, der auf kürzeste Distanz mit Gewehren, Bajonetten, Handgranaten und Pistolen ausgetragen wurde, konnten die Amerikaner die Deutschen wieder von Bord drängen. Schließlich konnte sich der Geleitzerstörer wieder vom U-Boot lösen und setzte zurück. Fünf deutsche Seeleute blieben auf der Buckley zurück und wurden gefangen genommen.
In der Dunkelheit lief U 66 zunächst vom Gefechtsfeld ab, wurde aber gegen 3:39 Uhr erneut von der mit Radar ausgerüsteten Buckley gestellt. Die Deutschen erkannten nun die Hoffnungslosigkeit der Fluchtabsicht und gingen nun ihrerseits auf Kollisionskurs. Der Rammstoß von U 66 traf die Buckley um 3:41 Uhr an der Steuerbordseite und riss ein Loch auf der Höhe des Maschinenraumes in den Rumpf. Erneut kam es zu einem kurzen und unübersichtlichen Nahkampf zwischen den Besatzungen der beiden Einheiten, wobei auch Flaschen, Tassen, Töpfe und leere Munitionskisten von Bord des Geleitschiffes auf das Deck des U-Bootes geworfen wurden.
Das U-Boot war aber durch die beiden Rammstöße mittlerweile so schwer beschädigt, dass der Kommandant gegen 3:44 Uhr den Befehl zur Selbstversenkung gab, so dass das Boot wenige Minuten später unter dem Rumpf der Buckley wegsackte. Insgesamt fanden 24 deutsche Seeleute den Tod. 36 U-Boot-Fahrer wurden von den Amerikanern gerettet. Insgesamt hatte die Crew der Buckley während des Kampfes mit U 66 über 300 76-mm-Granaten, etwa 2.200 Schuss 20-mm- und 28-mm-Munition und fast 400 Schuss aus Handwaffen verfeuert.
Der Geleitzerstörer hatte durch die beiden Kollisionen allerdings ebenfalls schwere Schäden am Bug und mittschiffs erlitten, auch ein Teil des Maschinenraumes stand unter Wasser, und musste im Anschluss nach New York verlegen, wo die Schäden bis zum 14. Juni 1944 behoben wurden. Lieutenant Commander Abel wurde später für die Versenkung von U 66 mit dem Navy Cross ausgezeichnet. Zudem wurde der Buckley eine Navy Unit Commendation zuteil.

## Kriegseinsätze 1944–1945
Nach der Reparatur und einer umfangreichen Erholungspause für die Crew in der Casco Bay (Maine) wurde die Buckley ab Juli 1944 zu weiteren Konvoischutz- und U-Jagd-Missionen herangezogen. Dabei eskortierte sie bis November 1944 zwei Geleitzüge von der amerikanischen Ostküste nach Nordafrika. Von November 1944 bis zum Kriegsende im Mai 1945 wurde das Schiff der Task Group 22.10 zugeteilt und übernahm Sicherungsaufgaben im Westatlantik und vor der amerikanischen Ostküste, unter anderem wurde das Schiff auch im April 1945 im Rahmen der Operation Teardrop eingesetzt. Dabei versenkte die Buckley am 19. April 1945, gemeinsam mit den US-Geleitzerstörern Reuben James, Scroggins und Jack W. Wilke, östlich von Halifax, etwa auf Position 36° 34′ N, 74° 0′ W, das anmarschierende deutsche U-Boot U 548 (Oberleutnant zur See Erich Krempl). Das U-Boot wurde von den Zerstörern unter Wasser gedrückt und sank nach mehreren Wasserbombenabwürfen. Mit dem Boot ging die gesamte Besatzung von 58 Mann unter.
Für Einsätze im Zweiten Weltkrieg wurde das Schiff mit drei Battle Stars ausgezeichnet.

## Nachkriegszeit
Nach dem Kriegsende in Europa im Mai 1945 verlegte die Buckley zur 16. US-Flotte nach Jacksonville (Florida). Das Schiff ging im St. Johns River, der bei Jacksonville ins Meer mündet, vor Anker und wurde zwischen Juli 1946 und April 1949 zeitweilig außer Dienst gestellt und der Reserveflotte zugewiesen. In dieser Zeit wurde das Schiff zu einem Radarsicherungsschiff umgerüstet, wobei es die Kennung DER-51 („radar picket destroyer escort“) erhielt. 1949 wurde der ehemalige Geleitzerstörer wieder in Dienst genommen und fuhr bis 1954 als Radarsicherungsschiff. Am 29. September 1954 erhielt das Schiff wieder seine ursprüngliche Kennung DE-51, nachdem ein Teil der Radarausstattung wieder ausgebaut worden war. Es folgte eine relativ ereignislose Zeit, von zeitweiliger Alarmbereitschaft während der Kubakrise 1962 abgesehen, in der das Schiff nur Trainings- und Manövermissionen durchführte und zumeist als Stationsschiff diente. Am 1. Juni 1968 wurde die Buckley schließlich nach über 25 Jahren Dienstzeit endgültig aus dem Dienst genommen und aus dem Marineregister gestrichen. Ab Sommer 1969 wurde das Schiff abgewrackt.